# Molen van Hoek
De Molen van (de) Hoek is het restant van een korenmolen dat zich bevindt aan de Bergsebaan 25 in de buurtschap Molenwijk bij Essen-Hoek.
Reeds vóór 1775 bevond zich hier een standerdmolen. Al vóór 1830 werd deze door een ronde stenen molen van het type beltmolen vervangen. Jacobus Aerden werd in 1823 eigenaar van deze molen. Hij was daarnaast al eigenaar van molen De Arend in Wouw. Gezinsleden waren actief op beide molens. Bij de Molen van Hoek was dat eerst zoon Joannes Franciscus. Nadat hij was overleden nam de jongere zoon Petrus Leonardus de molen over en werd in 1849 ook formeel de eigenaar. In 1929 werd de molen stilgelegd en in 1931 onttakeld.
In 1967 werd het molenrestant door de molenaarsfamilie Aerden verkocht aan een handelaar die er een café in dreef. De molen brandde af, maar de romp werd gerenoveerd en ze bestaat nog steeds.
- Inventaris van het Bouwkundig Erfgoed (Vlaanderen): 13006